# Мірмідоняни (трагедія)
«Мірмідоняни» - трагедія давньогрецького драматурга Есхіла, перша частина тетралогії про міфологічного персонажа Ахілла, відомої під назвою «Ахілеїда». Її текст майже повністю втрачений.

## Сюжет

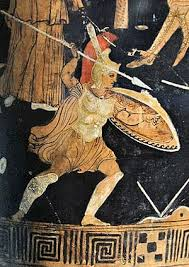
Ахілл

Головні герої трагедії - представники міфічного народу, який  мешкав в Фессалії, які пішли за своїм вождем Ахілом на війну з Троєю. Дія «мірмідонян» відбувається під час «гніву Ахіла» в пролозі (він відповідає кінцю XI і початку XII піснею « Іліади » Гомера ) ахейці борються з ворогом біля своїх кораблів. Хор дорікає герою, вважаючи його відмову від участі в бойових діях зрадою, і навіть погрожує побити його камінням. Ахіл відпускає на бій свого друга Патрокла, а в фіналі п'єси оплакує його .

## Доля п'єси
Загалом Есхіл присвятив міфам про Ахіла не менше трьох п'єс, і антикознавці досить впевнено об'єднують їх в цикл з умовною назвою «Ахіллеїда». «Мірмідоняни» напевно були першою частиною цього циклу; за ними слідували « Нереїди » і « Фригійці, або Викуп тіла Гектора » . В античну епоху це були одні з найславетніших п'єс Есхіла , проте пізніше тексти трагедій були майже повністю втрачені. Від «мірмідонян» зберігся тільки набір розрізнених фрагментів .